# Baldomero Íñigo Leal
Baldomero Íñigo Leal (Espartinas, provincia de Sevilla, España, 13 de marzo de 1926-4 de mayo de 2022) fue un investigador español que desarrolló la teoría ecológica del vino para la elaboración del vino ecológico.

## Biografía
Nació el 13 de marzo de 1926 en el municipio sevillano de Espartinas. Su madre era María Leal Moreno y su padre Francisco Íñigo Mateo. Era el segundo de cuatro hermanos. 
Vivió en una casa donde estaba el negocio familiar. Este negocio era una panadería donde también se elaboraba vino en una bodega. Así pues, desde pequeño, observó las transformaciones en la masa de la harina y en el mosto y, durante su trayectoria profesional, se dedicaría a investigar precisamente las transformaciones que la acción de los microorganismos producen en la materia.
Estudió el bachillerato en el colegio Liceo Escuela. Realizó el primer curso de farmacia en la Universidad de Sevilla y acabó la carrera en la Universidad de Granada en 1949. Realizó un doctorado y fue colaborador en el Instituto de Fermentaciones Juan de la Cierva de Madrid. Este instituto le concedió una beca para especializarse en Microbiología Agraria y Técnica en Italia. Allí desarrollará su trabajo dirigido por el microbiólogo italiano Tomasso Castelli.
En 1954, antes de este viaje, se casó con Concepción Ladrón de Guevara. Ambos residieron en Italia durante tres años y allí nació su primera hija, Rosa. A su regreso a Madrid, organizó las investigaciones de los laboratorios del Instituto de Fermentaciones. En la década de los 60 nacieron sus hijos Javier y Carlos.

## Trayectoria profesional
Fue jefe del Laboratorio de Microbiología del Departamento de Fermentaciones Industriales del Consejo Superior de Investigaciones Científicas (CSIC).
Su área principal era la microbiología enológica. Lo hizo, por un lado, describiendo y explicando la naturaleza del vino a través de su microbiología y, por otro lado, identificando, clasificando y estudiando agentes de fermentación del vino en diferentes regiones de España. En 1958, descubrió la saccharomyces montuliensis, propia de la zona Montilla-Moriles, una de las especies de levaduras de flor más importantes.
Con sus estudios se ha dividido España en 23 zonas, según las levaduras y bacterias propias de esas regiones. También se ha creado una colección de microorganismos que intervienen en el proceso de fermentación del vino.
De esta manera, con conocimientos avanzados sobre la microbiología, se pudo controlar el proceso ecológico industrial de la fermentación del vino. Es decir, elaborarlo sin aditivos ajenos al proceso que se produce en la naturaleza.
Además, investigó la microbiología de los procesos transformativos y la microbiología de alimentos, estudió la fisiología microbiana y los procesos fermentativos con aplicación de microorganismos seleccionados, investigó el aprovechamiento de residuos agrícolas, industriales y urbanos por vía microbiológica, investigó la elaboración de vinos, queso, sidra y bebidas destiladas por aplicación de nuevas biotecnologias, realizó estudios de mosto de uva concentrado, hizo un estudio microbiológico del proceso de acumulación de histamina en alimentos de fermentación, queso, vino y vegetales encurtidos por fermentación láctica, participó en la tipificación de quesos nacionales y optimización de su tecnología, investigó el deterioro de materiales por la acción de microorganismos y también examinó un nuevo concepto de la fermentación ecológica controlada.

## Reconocimientos
- Premio Extraordinario en Licenciatura de 1949
- Premio "Juan de la Cierva" de Investigación Técnica en Equipo en 1960
- Encomienda de Alfonso X el Sabio en 1967
- Premio Francisco Franco de Investigación Técnica Individual en 1969
- Medalla de Oro al Mérito Enológico por la Asociación Nacional de Enólogos

## Publicaciones
- El aspecto microbiológico en la refermentación vínica. 1959
- Los agentes de la fermentación vínica en la zona de Moriles-Montilla. 1960
- Modernas orientaciones en la vinificación y crianza biológica de tintos. 1960
- Acidez y levaduras vínicas: I. Los ácidos orgánicos del mosto de uva. 1962
- Acidez y levaduras vínicas: II. Evolución de la acidez fija del mosto por la acción de distintas especies de levaduras vínicas. 1963
- Contribución al estudio del metabolismo de levaduras filmógenas y no filmógenas de la zona de Montilla y Los Moriles. 1964
- Microbiología de los velos desarrollados sobre vinos de la zona de Montilla y los Moriles. 1964
- Fermentaciones controladas, del mosto de uva. 1964
- Estudio de la infección bacteriana de la portada del monasterio de Santa María de Ripoll. 1967